# Painel
Painel este un oraș în Santa Catarina (SC), Brazilia.